# Lygephila pastinum
Lygephila pastinum — вид метеликів з родини еребід (Erebidae).

## Поширення

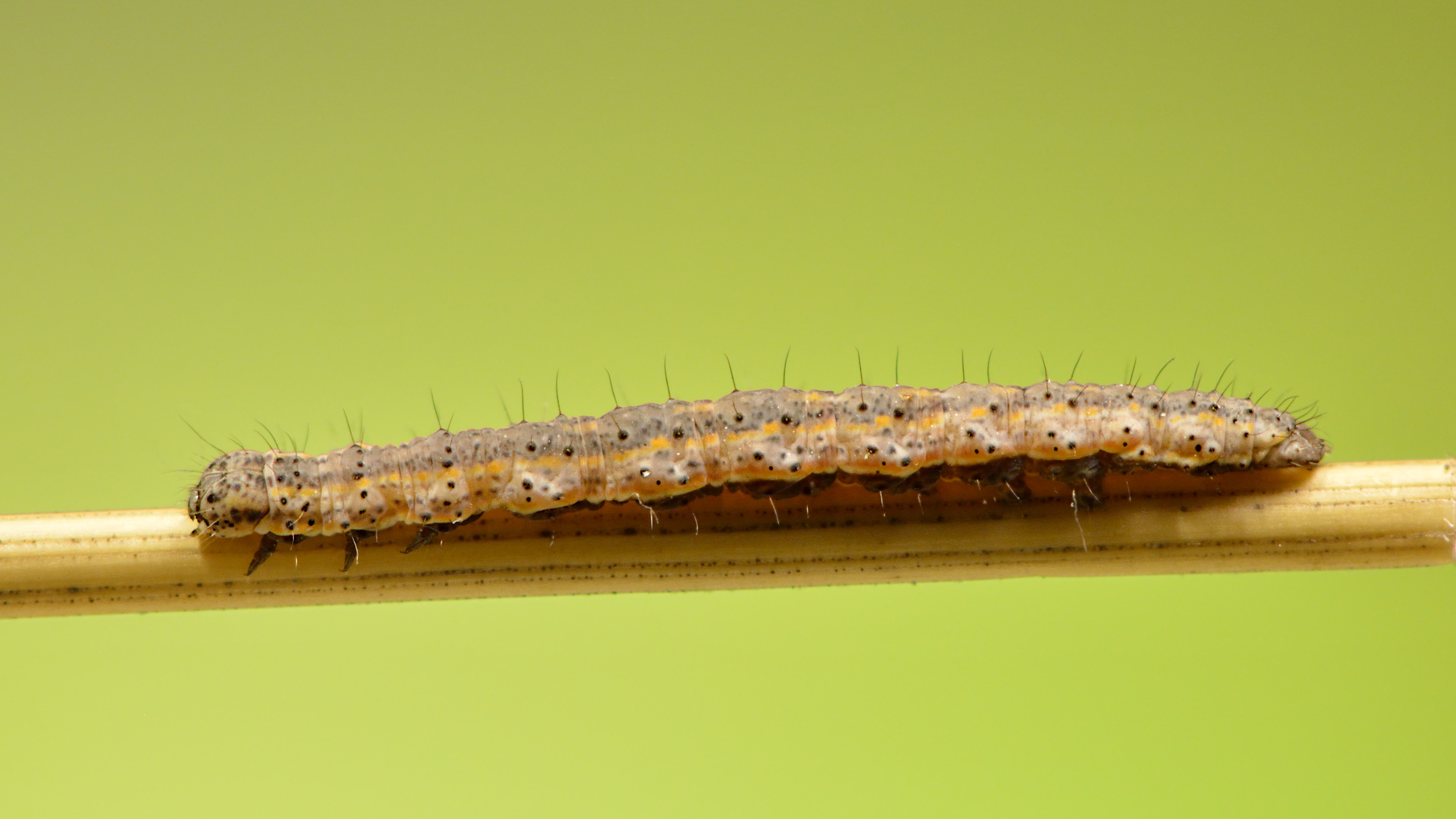
Гусениця

Він поширений в Європі та Північній Азії на схід до Японії та Китаю.

## Спосіб життя
Міль літає двома поколіннями з кінця березня до середини серпня та з вересня по жовтень. Личинки живляться різними трав'янистими рослинами, такими як Vicia cracca і Lathyrus pratensis.